# Joe Mobile
Joe Mobile était un opérateur de réseau mobile virtuel (MVNO), filiale de SFR, lancé officiellement le 23 octobre 2012. Contrairement à la marque Séries RED de SFR (le concurrent des offres B&You de Bouygues Telecom et Sosh d'Orange), Joe était une offre indépendante de SFR qui constituait une réponse à l'arrivée de Free Mobile sur le marché de la téléphonie mobile en France : il en copie notamment les offres, avec deux forfaits proposés sans mobile. Son fondateur est Mathieu Horn, le concept s'inspirant pour partie de travaux menés 3 ans auparavant par la direction marketing de SFR autour des offres dites PVNO (Personal Virtual Network Operator) qui donnaient une place essentielle aux communautés clients.
Comme ses concurrents, tout se fait en ligne sur le site Internet, y compris la souscription.
L'opérateur se veut proche du client, actif sur les réseaux sociaux et sur la communauté en proposant régulièrement des petits jeux-concours, et en faisant participer ses membres dans des articles bimensuels.
Fin mars 2015, l'opérateur SFR annonce la fermeture de Joe Mobile au 15 mai au profit de Virgin Mobile, MVNO racheté par SFR-Numericable. Le 9 novembre 2015, Patrick Drahi a annoncé que la marque Virgin Mobile allait disparaître pour éviter de faire de l'ombre aux offres SFR Red, de quoi générer une seconde perturbation pour les anciens abonnés Joe Mobile.

## Création et lancement
Joe Mobile, en tant que filiale et client de SFR, disposait de résultats indépendants, traitait ses factures en son nom et disposait de sa propre équipe (environ 30 personnes), basée dans les locaux de SFR à la Défense mais isolée de ces derniers. L'esprit « startup » de l'entreprise est aussi l'occasion de réduire les coûts, avec un service client uniquement disponible en ligne. 
Au moment du lancement, Mathieu Horn veut convaincre « plusieurs centaines de milliers de clients » en quelques mois. Dans un premier temps, un système de parrainage est mis en place pour réduire le coût du forfait : chaque inscrit rapporte à ses parrains une cagnotte de 5 euros pour acheter du forfait ou payer des options supplémentaires. 
Après un mois d'existence, les 5 000 premiers abonnements mis en vente à titre de test ne se seraient pas écoulés, et les offres concurrentes se sont ajustées à la donne. Joe Mobile revoit son offre  et annonce le lancement d'une campagne de communication vers le grand public.

## Caractéristiques des offres
Joe Mobile disposait d'une page Internet permettant de gérer son forfait en ligne et de le composer « à la carte ». Il était possible de choisir une combinaison de Voix, de SMS/MMS et de données, et de la changer au cours du temps ou encore de la suspendre à souhait pour une durée de 6 mois tout en gardant le numéro de la ligne pendant cette durée. Par défaut, certains services sont bloqués, notamment les appels vers l'étranger, les numéros surtaxés, les SMS+ et les MMS+.

Les offres sont proches du « pré-payé » avec blocage en cas de dépassement et une facturation sur 30 jours. Mais le renouvellement automatique le rapproche davantage du forfait, comme le précise Les Échos : 

« Mais cela ressemble furieusement à un forfait car les clients sont débités automatiquement en début de mois, sauf indication contraire de leur part.  Le pari était que l'inertie conduirait les consommateurs à se ré-engager tant qu'ils ne sont pas déçus. La filiale de SFR profite ainsi des avantages du prépayé : de l'argent qui rentre à chaque début de mois, et des minutes non consommées à la fin du mois qui ont tout de même été payées. SFR avait besoin de ces nouveaux abonnés : au premier semestre 2012, face à l'assaut lancé par Free Mobile avec son forfait à 2 euros, SFR a perdu 521 000 clients prépayés, plus qu'Orange (-410 000) et que Bouygues Telecom (-460 000). »

En mars 2014, Joe Mobile lance ses offres 4G alors que les forfaits 4G d'une manière générale sont déjà disponibles chez l'ensemble de ses concurrents, MVNOs et opérateurs.

## Communauté
L'opérateur avait la particularité de ne pas avoir de service client par téléphone, ni par mail. Là encore, tout se fait en ligne : des conseillers sont là pour répondre via des formulaires.
La communauté Joe Mobile, qui regroupe des utilisateurs, des conseillers, des community managers, répond 24/7 via le forum communauté sur le site. Ce système de communauté en ligne a fait ses preuves chez plusieurs opérateurs.